# محمد کیادربندسری
محمد کیادربندسری (زاده ۱۷ مهرماه ۱۳۶۸/ ۹ اکتبر ۱۹۸۹ در تهران) است، در سن ۳ سالگی اسکی را شروع کرد و در ۷ سالگی اولین مقام کشوری خود را به‌دست آورد.
او سرانجام در سال ۱۳۸۰ به همراه تیم ملی اسکی نونهالان ایران به شهر آموری ژاپن رفت.
محمد در آن سال ۲ مدال برنز برای ایران به ارمغان آورد.
این سرآغاز قهرمانی‌های محمد بود. کسب ده‌ها مدال کشوری تنها گلچینی از افتخارات این قهرمان بود.
کیادربندسری ۲ سال بعد به مسابقات جهانی دانش‌آموزان، که در کشور اتریش برگزار می‌شد، اعزام شد.
او در آن سال بهترین رتبه را درمیان نفرات ایرانی به‌دست آورد اما تیم ایران در نهایت، هشتمِ جهان شد.
دو سال بعد، ایران راهی همین مسابقات به میزبانی سوئد شد که ایران در آن سال بازهم با درخشش کیادربندسری برای اولین بار در تاریخ ایران به مقام پنجم جهان دست یافت.
کیادربندسری در سال ۲۰۰۶ به مسابقات قهرمانی جوانان آسیا که بازهم به میزبانی ژاپنی‌ها برگزار می‌شد رفت و در آنجا در روز اول و در رقابت‌های مارپیچ بزرگ به مقام سوم آسیا دست یافت.
اوج هنرنمایی کیادربندسری در روز دوم مسابقات بود.
وی در روز دوم مسابقات در رشته مارپیچ کوچک تنها با اختلاف ۴۰ صدم ثانیه با نفر اول، از رسیدن به مدال طلا بازماند، اما موفق شد اولین مدال نقره تاریخ اسکی ایران در این مسابقات را کسب کند.
وی موفق شد دو سال بعد در بازی‌های جوانان آسیا که در کشور لبنان برگزار می‌شد، نخستین مدال طلای تاریخ اسکی ایران را به‌دست آورد.
همچنین در سال ۲۰۱۱ در بازی‌های زمستانی آسیایی که در آلماتی قزاقستان برگزار شد، محمد کیادربندسری موفق به کسب اولین مدال در عمر ۷۰ ساله این ورزش در ایران شد و به‌عنوان اولین مدال‌آور ایرانی در بازی‌های المپیک زمستانی آسیایی نام محمد کیادربندسری در تاریخ ورزش اسکی در ایران و آسیا ثبت شد.
تا پیش از این، بهترین مقام ایران در این بازی‌ها، هفتم آسیا بود.
محمد کیادربندسری همچنین چندین دوره قهرمانی لیگ بین‌المللی اسکی آلپاین را در کارنامه خود به ثبت رساند.
در کارنامه پرافتخار وی تنها جای حضور در المپیک خالی بوده که سرانجام موفق شد جواز حضور در المپیک زمستانی 2014 سوچی روسیه را کسب کند. وی در این رقابت‌ها و در رشته مارپیچ کوچک موفق شد مقام 30 المپیک را به دست آورد که در تاریخ حضور اسکی بازان ایرانی در المپیک بی سابقه و بهترین مقام کسب شده تاکنون بود.
4 سال بعد نیز مجدداً موفق به کسب سهمیه المپیک 2018 کره جنوبی شد که به عنوان تنها نماینده ایران در این رقابت‌ها حاضر می‌شود.
کیادربندسری در باز‌های آسیایی زمستانی ۲۰۲۵ نیز به عنوان یکی از ۴ نماینده ایران حاضر شد که در روز نخست این مسابقات، در مجموع دو مانش اسکی آلپاین (مارپیچ کوچک) ، رتبه یازدهم این رده را کسب کرد و از صعود به فینال بازماند.